# Stazione di Castelletto Busca
La stazione di Castelletto Busca era una fermata ferroviaria posta sulla linea Busca-Dronero. Serviva il centro abitato di Castelletto, frazione del comune di Busca.

## Storia
La stazione ha cessato il proprio servizio nel 1966, in concomitanza con la sostituzione del servizio ferroviario passeggeri con un servizio di autobus.